# Autranella
Autranella là một chi thực vật thuộc họ Sapotaceae. Nó được coi là một chi vào năm 1917. Chi này chỉ chứa một loài được chấp nhận, đó là Autranella congolensis, loài sống tự nhiên ở phía tây và trung tâm của châu Phi (cụ thể là các nước Nigeria, Cameroon, Gabon, Cộng hòa Trung Phi, Tỉnh Cabinda và Cộng hòa Dân chủ Congo). Loài này đang bị nguy hiểm cấp độ cực kỳ nguy cấp.